# Eugenio Moresco
Eugenio Moresco (Val di Vara, 2 dicembre 1917 – Genova, 8 luglio 1996) è stato uno scrittore italiano.

## Biografia

### I primi anni
Eugenio Moresco nasce da una famiglia contadina in un rustico casolare della Val di Vara (SP), coltivando il desiderio dell'avventura e della conoscenza, alimentato anche dalla lettura dei romanzi dell'autore statunitense Jack London. L'amore per l'avventura lo spingerà a viaggiare, nel corso della vita, in Africa e America Latina dedicandosi a varie professioni per approdare infine ad un impiego sicuro che gli permette, nel tempo libero, di manifestare una vena di narratore in cui ha riversato i contenuti e le esperienze raccolte e vissute nel corso dei suoi viaggi.

### La Carriera militare
All'età di diciotto anni, nel 1935, entra nell'Arma dei Carabinieri per poi passare, successivamente, nella Polizia di Stato. In quanto appartenente all'allora Corpo di polizia coloniale, viene inviato in Etiopia e assegnato alle aree di Addis Abeba e Harar. Fatto prigioniero dalle truppe inglesi, trascorre tre anni in un campo di concentramento costruito ai piedi del Monte Kenya.
Una volta liberato, ritorna in Italia dove prosegue il suo lavoro nella Polizia nella città di Imperia.
Lì incontra Caterina Bonvicino, che diventerà sua moglie nel 1946.
L'anno successivo nascerà la figlia Maria Maddalena e, nel 1951, il figlio Roberto.

### La maturità
Lascia il Corpo di Polizia nel 1947 per andare a cercar fortuna in Argentina ma rientra in Italia già l'anno successivo, a causa dei problemi economici e di salute della famiglia.
Entra nel Ministero delle poste e delle telecomunicazioni come impiegato, mansione che manterrà fino alla pensione.
Dopo il divorzio dalla prima moglie sposa Giuseppina Barigione, con la quale vivrà felicemente fino al 1986, data della morte di lei. A Giuseppina dedicherà una delle sue rare poesie.
Trascorre gli ultimi anni nella Val Di Vara, nei pressi del luogo dove era nato.
Muore a Genova l'8 luglio 1996.

### Scrittura e pubblicazione delle opere
Lo lega una sincera amicizia allo scrittore e giornalista Vittorio Giovanni Rossi, il quale lo incoraggia a pubblicare i suoi romanzi, come si evince da una dedica personale che E. Moresco conserva gelosamente per tutta la vita.
Nella pienezza dell'età matura, Moresco scrive e pubblica presso due case editrici diverse (Sabatelli ed Erga Edizioni) sei romanzi, caratterizzati da uno stile semplice e scorrevole ma denso di significati. Lucido e acuto osservatore della società del suo tempo, egli ha tratteggiato con sottile ironia pregi e difetti degli uomini, senza trascurare di gettare uno sguardo, che si è poi rivelato lungimirante, sulla situazione internazionale, quanto mai attuale ai nostri giorni. Dai suoi scritti si evince una morale semplice, immediata, dettata dal buon senso e dalla consapevolezza della fugacità della vita e dell'importanza di viverla il più serenamente possibile, abolendo violenza, odio e sentimenti negativi.
Una copia dei suoi romanzi è conservata presso la  Biblioteca Civica Berio di Genova.
Dal 2009, in omaggio alla sua memoria, la famiglia ha provveduto a pubblicare online in seconda edizione le sue opere, che sono oggi acquistabili in formato cartaceo o scaricabili in formato digitale.

## Opere

Eugenio Moresco in una foto del 1971

- Il Richiamo della Valle, Sabatelli Editori, Genova - Savona, 1969
- Medio oriente in fiamme, Erga Edizioni, Genova, 1987
- Sole a Ponente, Erga Edizioni, Genova, marzo 1987
- Viaggio col serpente, Erga Edizioni, Genova, maggio 1987
- Piccoli piccoli uomini..., Erga Edizioni, Genova, ottobre 1987
- L'antico sentiero dei liguri, Erga Edizioni, Genova, aprile 1988

## Recensioni
- "Il Cittadino" del 20 novembre 1969 - recensione del suo romanzo Il Richiamo della Valle
- "Il Lavoro" del 28 - 12 - 1969 - recensione del suo romanzo Il Richiamo della Valle
- "Il Secolo XIX" di mercoledì 26 agosto 1970 - recensione del suo romanzo Il Richiamo della Valle